# Bivolari
Bivolari est une commune roumaine située dans le județ de Iași.